# Jan Pauly (právník)
Jan Pauly (* 16. února 1952 Československo) je český právník a vysokoškolský pedagog, věnuje se především občanskému a obchodnímu právu, právní úpravě cenných papírů a kapitálového trhu. V letech 2012 až 2020 byl děkanem Fakulty právnické Západočeské univerzity v Plzni.

## Vzdělání a vědecká činnost
V roce 1975 absolvoval Právnickou fakultu Univerzity Karlovy v Praze, kde o rok později získal i titul doktora práv.
Ihned po studiích začal vědecky působit v Ústavu státu a práva ČSAV, roku 1980 zde získal titul kandidáta věd. V 80. letech 20. století také absolvoval dva krátké studijní pobyty na Faculté internationale de Droit Comparé ve Štrasburku a v roce 1992 na London School of Economics. Mezi lety 1996 a 2000 vědecky pracoval v Ústavu státu a práva, po roce 2006 na Národohospodářské fakultě Vysoké školy ekonomické v Praze, kde se také roku 2008 habilitoval v oboru Hospodářská politika (habilitační práce na téma Základní teoretické otázky cenných papírů) a roku 2010 začal vést katedru práva. Na plzeňské právnické fakultě působí od roku 1997, děkanem byl zvolen 23. ledna 2012.

## Právní praxe
Mezi lety 1978–1988 působil jako soudce z lidu u Obvodního soudu pro Prahu 1. Roku 1991 se zaregistroval jako komerční právník a roku 1996 jako advokát, tuto praxi ale začal vykonávat až od roku 2000. Předtím působil v Centru kupónové privatizace i jako právní poradce Fondu národního majetku, RM-Systému či Ministerstva financí. Byl také členem více obchodních společností (např. První investiční a.s. či Bankovní Holding, a.s.) a od roku 2004 působí jako rozhodce Rozhodčího soudu při Hospodářské komoře České republiky a Agrární komoře České republiky.